# Revolut
Revolut est une société britannique de la fintech proposant des services financiers et bancaires. Fondée le 23 juin 2014 par Nikolay Storonsky et Vlad Yatsenko, Revolut propose via une application mobile de nombreux services bancaires, entre autres : cartes de débits, comptes courants, produits d'investissements, change et paiements en devises étrangères, assurances, crédits à la consommation et produits d'épargne. Basée à Londres au Royaume-Uni elle opère dans l'Union européenne à travers sa filiale lituanienne « Revolut Payments UAB » depuis 2020. Revolut bénéficie d’un agrément bancaire en Lituanie qui lui permet d'exercer également en France en direct depuis la Lituanie ou via sa succursale française depuis 2021.
Depuis 2020, Revolut s'est implantée dans de nombreux nouveaux marchés extra-européens : Japon, États-Unis, Australie, Brésil, Nouvelle-Zélande, Singapour, Suisse et a fait passer ses effectifs de 1 500 à plus de 6 000 personnes. En novembre 2020, elle atteint le seuil de rentabilité et, avec une valorisation de 4,2 milliards de livres sterling, devient l'entreprise fintech la plus valorisée du Royaume-Uni. En juillet 2021 la valorisation de l'entreprise est portée à 33 milliards de dollars américains, ce qui en a fait la startup technologique britannique la plus valorisée à l'époque,,.
Revolut est actuellement la fintech la plus valorisée en Europe, avec plus de 50 millions de clients répartis dans plus de 35 pays. L'entreprise était valorisée à 45 milliards de dollars en août 2024.
Selon le rapport annuel de 2023, Revolut a enregistré un chiffre d'affaires de 1,8 milliard de livres sterling et un bénéfice net de 344 millions de livres sterling.
Selon le dernier rapport annuel de l'entreprise, le chiffre d'affaires pour l'année 2024 s'élève à 4 milliards de dollars, tandis que le bénéfice avant impôts a atteint 1,4 milliard de dollars.

## Historique
En mars 2017, une offre premium est lancée. La carte bancaire de l'offre premium propose au client toutes les assurances incluses à l'étranger via le réseau Mastercard (rapatriement, couvertures de risques, vol, etc. pour 82 € par an).
Depuis le 1er octobre 2017, l'application et le site Revolut sont entièrement traduits en français.
En novembre 2017, Revolut annonce avoir entamé les démarches nécessaires à l'obtention d'une licence bancaire européenne, dans le but de pouvoir proposer prochainement des services d’épargne et de crédit et anticiper les conséquences du Brexit.
Le 7 décembre 2017, Revolut ouvre son porte-monnaie aux cryptoactifs (Bitcoin, Ethereum et Litecoin) en accès anticipé pour ses membres premium.
En avril 2018, Revolut est valorisée à 1,7 milliard de dollars américains et obtient ainsi le statut de première licorne britannique dans le domaine bancaire.
En février 2020, Revolut collecte 500 millions de dollars, ce qui représente la plus grande levée de fonds pour une fintech européenne. L'entreprise atteint alors une valorisation de 5,5 milliards de dollars.
En juillet 2021, la fintech britannique atteint une valorisation de 33 milliards de dollars après une levée de fonds de 800 millions de dollars. Elle dépasse ainsi certaines banques historiques.
Depuis juin 2022, l'obtention d'un IBAN français est désormais possible grâce à sa nouvelle succursale française : Revolut Payments UAB - France. Cet IBAN peut être utilisé pour les paiements SWIFT internationaux. Afin de faciliter la transition, Revolut a permis l'utilisation des anciennes coordonnées individuelles du compte lituanien pour la réception des paiements, jusqu'à un mois après avoir obtenu le nouvel IBAN français.
En juillet 2024, Revolut obtient sa licence bancaire au Royaume-Uni.
En août 2024, Revolut annonce une vente d'actions en circulation réservée à ses employés pour 500 millions de dollars sur la base d'une valorisation d'entreprise à 45 milliards de dollars. Revolut serait ainsi la mieux valorisée des banques britanniques devant NatWest, Lloyds et Barclays.
En novembre 2024, Revolut annonce avoir atteint le seuil des 50 millions de clients, dont 4 millions en France. En 2025, le nombre de clients français atteint les 5 millions.
En mai 2025, Revolut a annoncé son intention d’investir 1,1 milliard de dollars au cours des trois prochaines années pour se développer en France, et a officiellement désigné Paris comme son siège pour l’Europe de l’Ouest, lors du sommet Choose France  organisé par le président Emmanuel Macron.
Depuis Juillet 2025, les IBAN belges sont désormais accessibles grâce à la mise en place de la succursale Revolut Belgium Branch en Belgique (REVOBEB2XXX). Ces IBAN peuvent être employés pour effectuer des paiements internationaux via le système SWIFT ou des prélèvements SEPA. 
En 2025, Béatrice Cossa-Dumurgier (ancienne membre du conseil d’administration de Société Générale et dirigeante chez BNP Paribas) a été nommée directrice générale du siège de Revolut pour l’Europe de l’Ouest, basé à Paris.

## Services
Revolut propose à ses utilisateurs des services bancaires en ligne, sans frais de tenue de compte ni de carte bancaire, et d'achats à l'étranger.[pas clair] Les échanges en livres, dollars, euros ainsi que la plupart des autres monnaies sont gratuits en semaine, dans la limite de 1000 euros par mois. Revolut propose des cartes Visa et Mastercard gratuite (des frais de livraison sont facturés) et utilisable dans le monde entier.
À l'inverse d'une banque traditionnelle, Revolut interdit le découvert, et ne propose pas de services complémentaires comme l'emprunt, l'assurance ou encore l'ouverture de compte épargne. Revolut propose deux choix à l'inscription, soit une carte bancaire Mastercard et Visa physique ou virtuelle dans son compte utilisateur en ligne. Via son application mobile, Revolut permet également de transférer de l’argent entre comptes bancaires ou entre utilisateurs sans aucuns frais. Révolut propose des virements internationaux gratuits sous conditions en USD, EUR, GBP, PLN, CHF, DKK, NOK, RON, SGD, CAD, JPY, AUD, HKD, AED, BGN, CZK, HUF, ILS, MXN, NZD, QAR, SAR, SEK, THB, TRY et ZAR.

## Cyberattaques

### Septembre 2022
La société confirme avoir été l'objet d'une cyberattaque le 10 septembre 2022, cyberattaque qui a exposé des dizaines de milliers de comptes. Si on se réfère aux déclarations faites en Lituanie (pays de la licence bancaire de Revolut), le nombre de clients dont les données ont été exposées se monte à 50 150.